# Kodur, Malur
Kodur là một làng thuộc tehsil Malur, huyện Kolar, bang Karnataka, Ấn Độ.